# Speyer
Speyer (Nederlands, historisch: Spiers) is een kreisfreie Stadt in de Duitse deelstaat Rijnland-Palts. De stad ligt aan de monding van de Speyerbach in de Rijn, 25 km ten zuiden van Ludwigshafen am Rhein, op een hoogte van 104 meter. De stad telt 50.741 inwoners (31 december 2020) op een oppervlakte van 42,58 km².
Speyer wordt vooral gedomineerd door de Oude Poort (Altpörtel) en de Dom van Speyer (Speyerer Dom), de grootste bewaarde kathedraal in romaanse stijl ter wereld.

## Geschiedenis
Het huidige Speyer was als Noviomagus (dezelfde naam als Nijmegen, Nieuwmarkt) de voornaamste stad van de Nemeten. Rond het jaar 500 verscheen de naam Spira in geschreven documenten. Dat is nog steeds de Italiaanse naam voor de stad. Vanaf de 12e eeuw begon de stad Spiers zich los te maken van de bisschop. Dat lukte aan het eind van de 13e eeuw, waarna de bisschop zijn zetel naar Udenheim verplaatste. Niettemin bleef het prinsbisdom Spiers bestaan tot 1803. Speyer werd vervolgens de hoofdstad van de Beierse Palts, een tot het koninkrijk Beieren behorende exclave in de Palts.
In 1847 werd het station Speyer Hauptbahnhof geopend. Vanaf 1958 was de fabriek van Heinkel in Speyer gevestigd.
In juli 2017 werd Helmut Kohl te Speyer begraven.

## Bezienswaardigheden
- Dom van Speyer
- Gedächtniskirche
- Drievuldigheidskerk
- Historisch Museum van de Palts
- Sint-Jozefkerk
- Jodenhof met mikwe en het museum Shpira, zie ook: ShUM-sites van Speyer, Worms en Mainz
- Technikmuseum Speyer
- Sea Life Speyer, een zeeaquarium van Sea Life
- Altpörtel

## Geboren
- Anselm Feuerbach (1829-1880), kunstschilder
- Hans Purrmann (1880-1966), kunstschilder en graficus
- Helmut Bantz (1921-2004), turner
- Ludwig Doerr (1925-2015), organist
- Stéphan Bignet (1971), Frans triatleet
- Elke Schall (1973), tafeltennisspeelster
- Matthias Langkamp (1984), voetballer
- Sebastian Langkamp (1988), voetballer
- Brajan Gruda (2004), Duits-Albanees voetballer

## Overleden
- Erhard Quack (1904-1983), kerklieddichter en -componist

## Varia
- In het boek Kruistocht in spijkerbroek (1973) van Thea Beckman komt hoofdpersoon Dolf Wega bij Speyer terecht als hij naar de middeleeuwen wordt geflitst. Als blijkt dat hij niet meer teruggeflitst kan worden, sluit hij zich aan bij de kinderkruistocht.
- De Duits-taalkundige Spierse linie is vernoemd naar Speyer en loopt vanaf Speyer landinwaarts richting Karlsruhe.

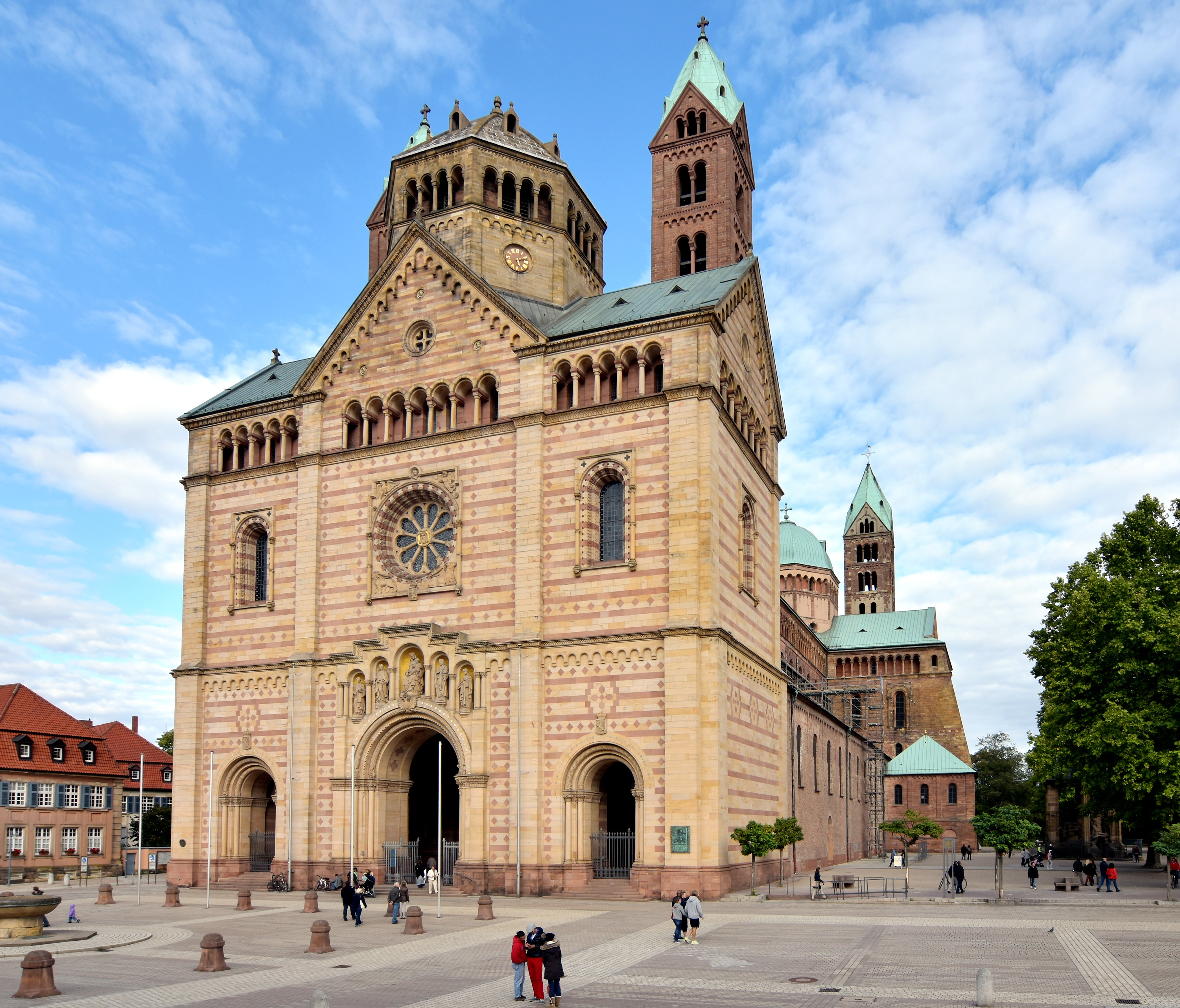
De Dom

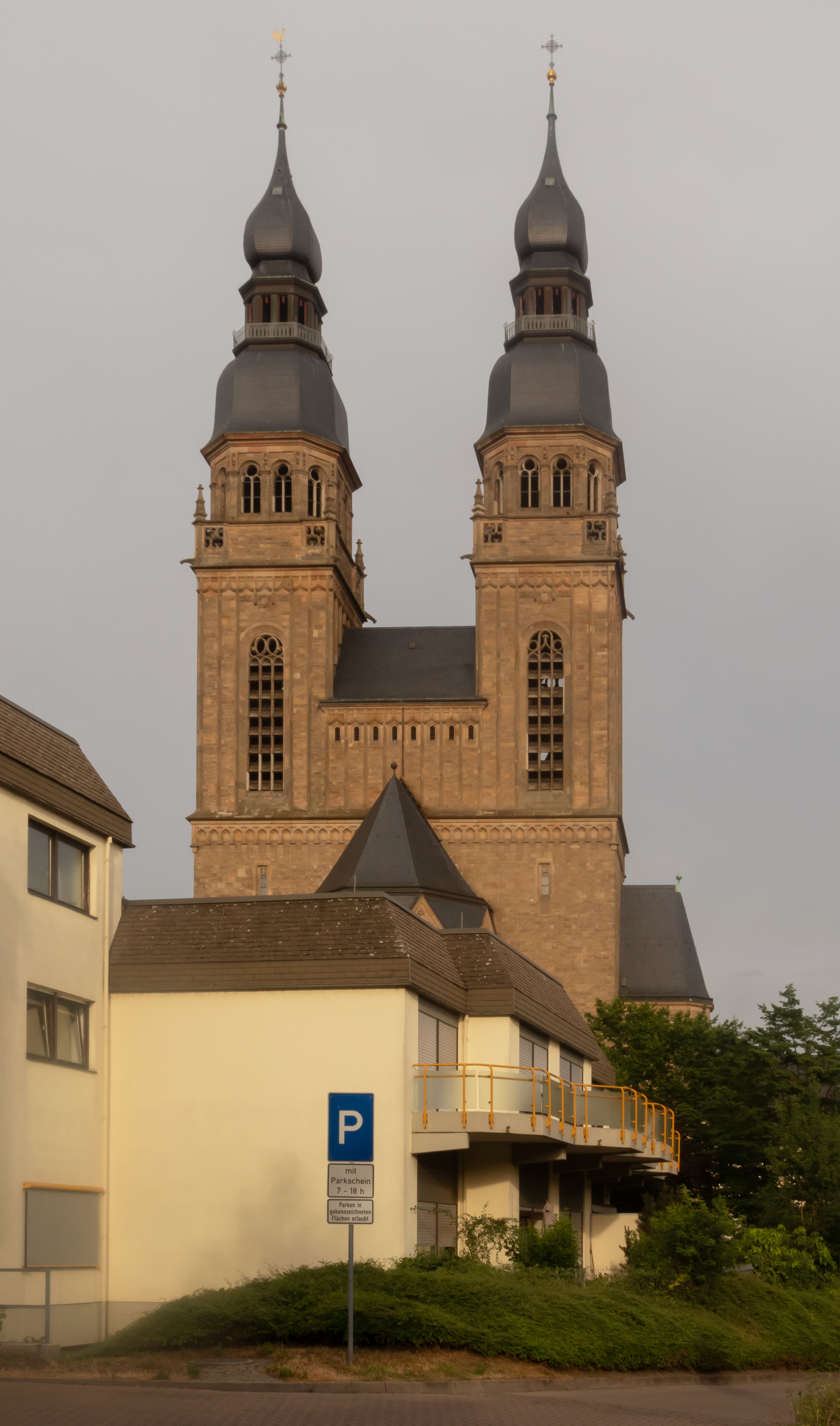
Sint-Jozefkerk